# 2001 OU108
2001 OU108, também escrito como 2001 OU108, é um objeto transnetuniano (TNO) que está localizado no cinturão de Kuiper, uma região do Sistema Solar. Ele é classificado como um cubewano. O mesmo possui uma magnitude absoluta de 6,5 e tem um diâmetro com cerca de 221 km. O astrônomo Mike Brown liste este corpo celeste em sua página na internet como um candidato a possível planeta anão.

## Descoberta
2001 OU108 foi descoberto no dia 27 de julho de 2001 pelo astrônomo B. Gladman.

## Órbita
A órbita de 2001 OU108 tem uma excentricidade de 0,000 e possui um semieixo maior de 46,754 UA. O seu periélio leva o mesmo a uma distância de 46,754 UA em relação ao Sol e seu afélio a 46,754 UA.